# 거성관 화재
거성관 나이트클럽 방화 사건은 1991년 10월 17일, 농업인 김정수(당시 29세)가 대한민국 대구직할시 서구 비산동 비산네거리에 소재한 나이트클럽 '거성관'에 방화하여 발생한 사건이다.

## 사건 개요
경상북도 금릉군 부항면 부산리 308번지에 거주하는 농민 김정수(29세)가 1991년 10월 17일 오후 9시 50분 경 대구광역시 서구 비산동에 위치한 나이트클럽 '거성관' 실내 무대 위에 휘발유를 뿌리고 소지하고 있던 라이터로 불을 질러 나이트클럽 안에 있던 손님들 중 16명이 사망하고 13명이 중경상을 입었다.

## 화재 진화
불은 전체내부 120여 평 중 무대 5평 및 탈의실 등 방 2칸을 태워 약 150여 만 원 정도의 재산피해를 내고 화재발생 7분 만에 진화됐다.

## 범행 동기
방화범인 김정수는 자신의 친구 3명과 대구시내에서 맥주 6병 정도 마신 뒤 2차로 거성관에 들어갔으나, 종업원이 옷차림이 누추하다는 이유로 입장을 거부한 데 대해 격분하여 나이트클럽에서 약80여m 떨어진 인근 주유소에서 휘발유 3천원 어치(6리터)를 구입한 뒤 뒷문으로 들어가 불을 질렀다고 한다.

## 인명 피해
불이 난 직후 종업원이 누전으로 오인하여 내부전원을 차단한 것이 단초였다. 전원 차단으로 사방이 어두워지면서 손님들이 출구를 찾지 못하고 우왕좌왕한 데다 바닥이 깔린 카펫이 타면서 유독가스가 발생했다. 또한 불이 났을 때 손님들 대부분이 화려한 무대연출로 착각한데다 뒤늦게 화재사실을 알았을 때는 전기가 모두 꺼진 상태였다. 전기가 꺼져 칠흑같이 어두운 상태에 손님들 100여명이 출구를 찾기위해 서로 헌데 뒤엉켰으며, 거성관 정문폭이 2.6m밖에 안됐을 뿐더러 무대에 카펫이 깔려 유독가스가 발생하는 바람에 인명피해가 늘어났다. 게다가 화재발생 뒤 종업원 20여명 중 상당수가 먼저 대피한 것도 한몫을 했다.

## 참고 문헌
- 대구나이트클럽에 화재 16명 질식사망, 연합뉴스, 1991년 10월 18일 기사